# Asclepius-Tempel Trier
Der Asclepius-Tempel Trier ist ein antiker Tempel am Moselufer in der römischen Stadt Augusta Treverorum, dem heutigen Trier. Einem Inschriftenfund zufolge war er dem Heilgott Asclepius geweiht.

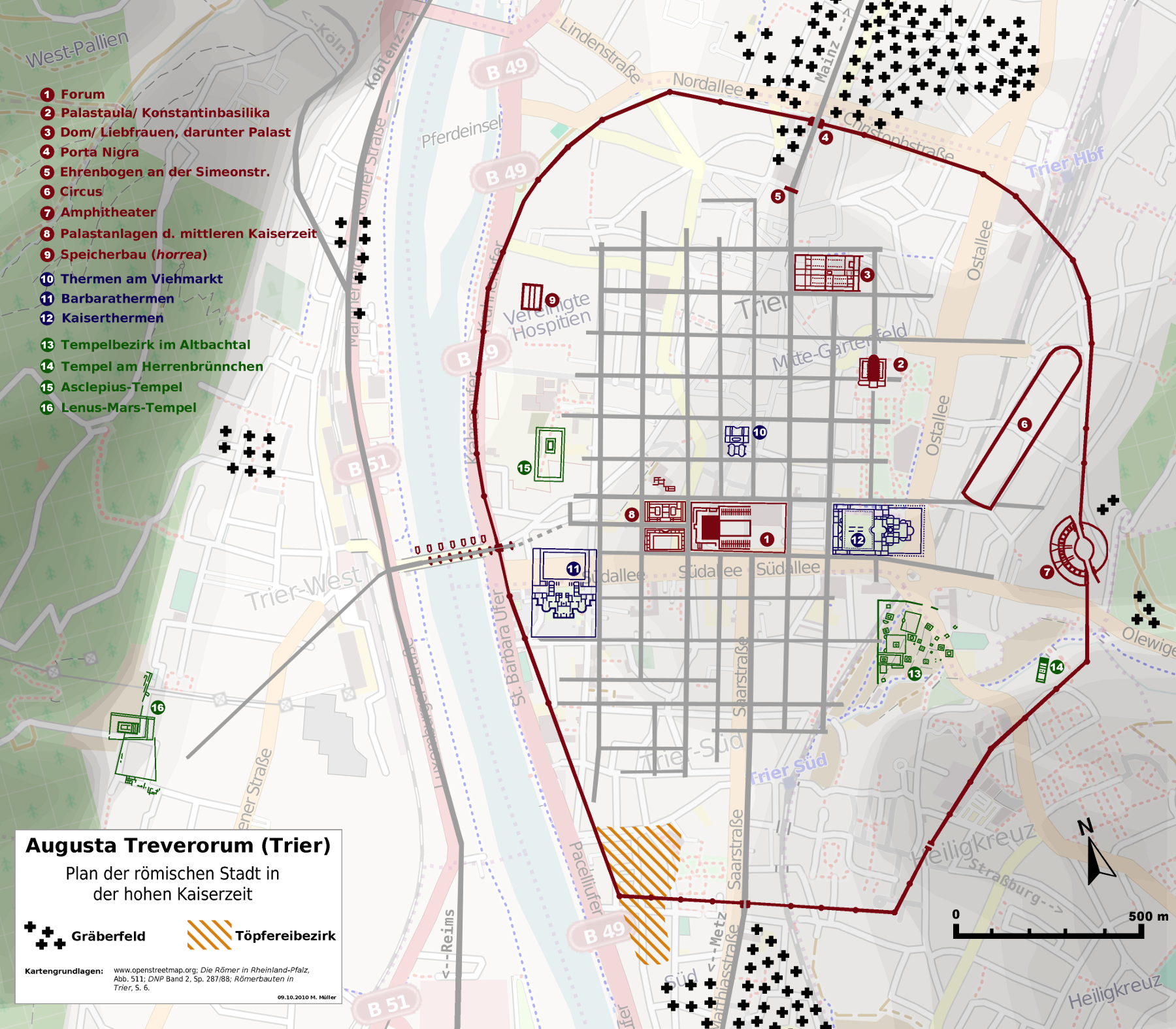
Stadtplan des römischen Trier, Nr. 15 (grün) ist der Asclepius-Tempel.

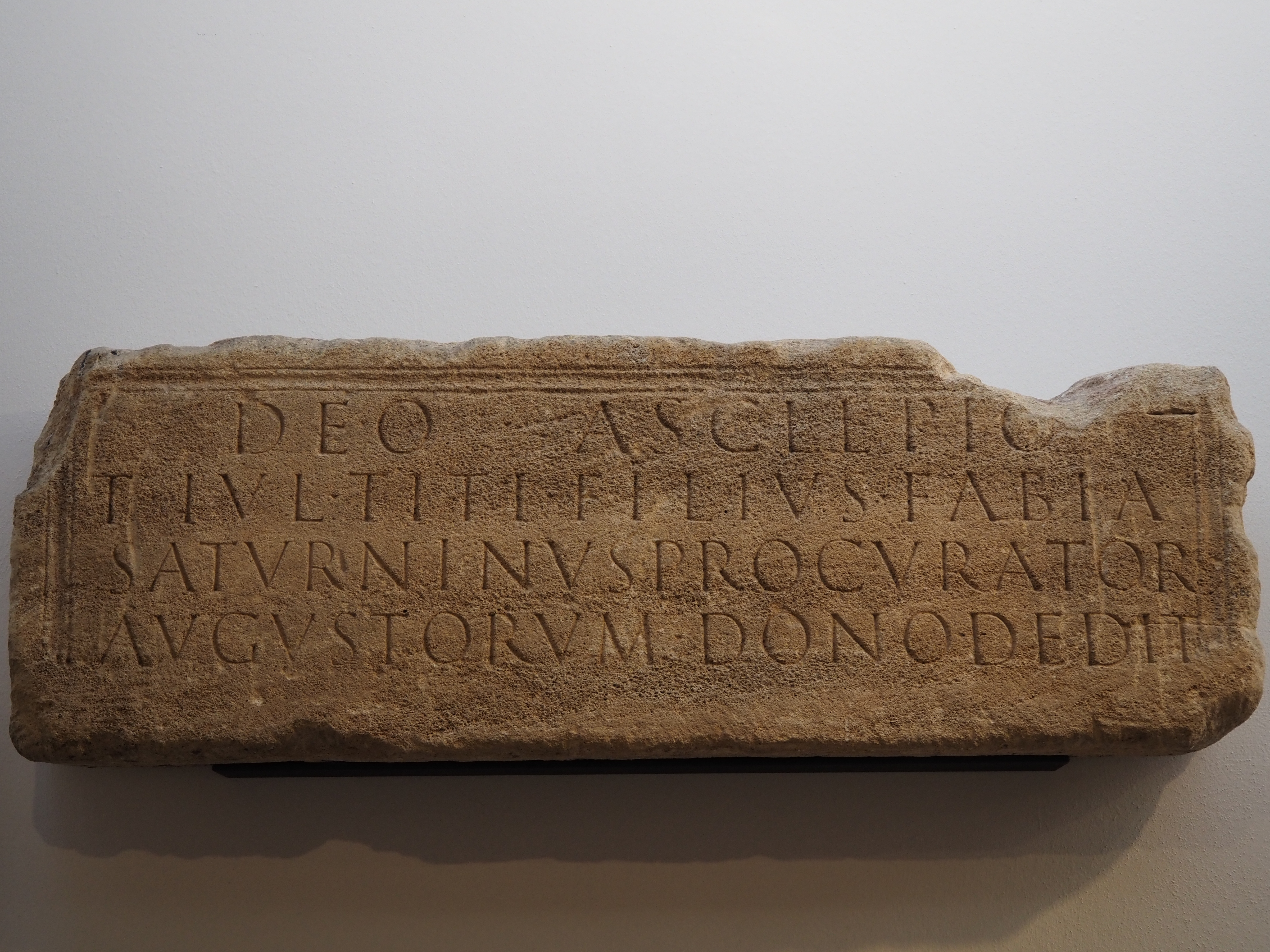
Weihinschrift des Asclepius-Tempels durch den Finanzprokurator Titus Iulius Saturninus im Rheinischen Landesmuseum.

## Tempel
Auf dem Areal des Krankenhauses der Borromäerinnen wurden 1977–1979 beim Bau einer Tiefgarage größere Mauerzüge freigelegt, die eine Fläche von 170 × 88 m und damit mehr als eine komplette Insula-Breite nahe dem Moselufer einnahmen. Zu seiner Erbauung wurden am Fluss erhebliche Aufschüttungen zum Hochwasserschutz vorgenommen. Zusammen mit den Großbauten der Barbarathermen dürfte der monumentale Tempel das Stadtbild oberhalb der Moselbrücke weitgehend dominiert haben.
Im nördlichen Teil des von Portiken eingefassten Hofes wurde ein Podiumstempel freigelegt. Das Podium besaß eine Größe von 45 × 26 m. In gleichmäßigem Abstand von 3,20 m zur Außenkante wurde das Fundament der Cella (32,5 × 17 m) freigelegt. Sie besaß an der nördlichen Schmalseite eine Apsis oder monumentale Nische zur Aufnahme eines Standbild des Gottes. Verstärkende Mauern in diesem Bereich deuten auf ein ebenfalls monumentales Standbild hin. Von dem Tempel ist lediglich ein Teil der Rückwand in einem Parkhaus konserviert worden.

## Funde
Am Nordrand der Anlage in der Feldstraße wurde 1993 ein außergewöhnlich großer Münzschatz entdeckt (→Trierer Goldmünzenschatz). Er enthielt 2570 aurei mit einem Gesamtgewicht von 18,5 kg. Die spätesten Münzen stammen aus der Regierungszeit des Septimius Severus, der Münzhort befindet sich heute im Rheinischen Landesmuseum (RLM).
Bereits 1734 wurde im Bereich der damaligen Johanniter-Kommende eine Bau- und Weihinschrift sowie eine Marmorfigur des Asclepius entdeckt. Die Skulptur wurde nach Metz verbracht, wo sie seitdem verschollen ist. Die Inschrift befindet sich im RLM. Sie weist auf die Weihung eines Bildnisses durch den in Trier residierenden Finanzprokurator Titus Iulius Saturninus hin und kann aufgrund der Kaiserformel in die Zeit zwischen 161 und 169 n. Chr. datiert werden. Die Errichtung des Tempels selbst ist aufgrund des Fundmaterials im letzten Drittel des 1. Jahrhunderts n. Chr. anzusetzen.